# Sant Alban e Auriòlas
Saint-Alban-Auriolles és un municipi francès situat al departament de l'Ardecha i a la regió d'Alvèrnia-Roine-Alps. L'any 2007 tenia 909 habitants.

## Demografia

### Població
El 2007 la població de fet de Saint-Alban-Auriolles era de 909 persones. Hi havia 398 famílies de les quals 124 eren unipersonals (62 homes vivint sols i 62 dones vivint soles), 146 parelles sense fills, 99 parelles amb fills i 29 famílies monoparentals amb fills.
La població ha evolucionat segons el següent gràfic:
Habitants censats

### Habitatges
El 2007 hi havia 948 habitatges, 413 eren l'habitatge principal de la família, 528 eren segones residències i 6 estaven desocupats. 886 eren cases i 53 eren apartaments. Dels 413 habitatges principals, 296 estaven ocupats pels seus propietaris, 93 estaven llogats i ocupats pels llogaters i 24 estaven cedits a títol gratuït; 3 tenien una cambra, 17 en tenien dues, 95 en tenien tres, 123 en tenien quatre i 176 en tenien cinc o més. 324 habitatges disposaven pel capbaix d'una plaça de pàrquing. A 213 habitatges hi havia un automòbil i a 169 n'hi havia dos o més.

### Piràmide de població
La piràmide de població per edats i sexe el 2009 era:
| Homes | Edats   | Dones |
| ----- | ------- | ----- |
| 0     | 95 o +  | 0     |
| 0     | 90 a 94 | 8     |
| 4     | 85 a 89 | 0     |
| 0     | 80 a 84 | 8     |
| 8     | 75 a 79 | 12    |
| 24    | 70 a 74 | 28    |
| 20    | 65 a 69 | 44    |
| 32    | 60 a 64 | 36    |
| 12    | 55 a 59 | 16    |
| 28    | 50 a 54 | 24    |
| 40    | 45 a 49 | 32    |
| 44    | 40 a 44 | 28    |
| 20    | 35 a 39 | 24    |
| 12    | 30 a 34 | 32    |
| 20    | 25 a 29 | 12    |
| 16    | 20 a 24 | 16    |
| 20    | 15 a 19 | 16    |
| 24    | 10 a 14 | 52    |
| 16    | 5 a 9   | 8     |
| 4     | 0 a 4   | 12    |

## Economia
El 2007 la població en edat de treballar era de 554 persones, 376 eren actives i 178 eren inactives. De les 376 persones actives 311 estaven ocupades (157 homes i 154 dones) i 65 estaven aturades (32 homes i 33 dones). De les 178 persones inactives 83 estaven jubilades, 32 estaven estudiant i 63 estaven classificades com a «altres inactius».

### Ingressos
El 2009 a Saint-Alban-Auriolles hi havia 423 unitats fiscals que integraven 937,5 persones, la mediana anual d'ingressos fiscals per persona era de 15.355 €.

### Activitats econòmiques
Dels 61 establiments que hi havia el 2007, 2 eren d'empreses alimentàries, 1 d'una empresa de fabricació d'altres productes industrials, 13 d'empreses de construcció, 10 d'empreses de comerç i reparació d'automòbils, 20 d'empreses d'hostatgeria i restauració, 2 d'empreses d'informació i comunicació, 1 d'una empresa financera, 3 d'empreses immobiliàries, 2 d'empreses de serveis, 2 d'entitats de l'administració pública i 5 d'empreses classificades com a «altres activitats de serveis».
Dels 17 establiments de servei als particulars que hi havia el 2009, 2 eren paletes, 1 guixaire pintor, 2 fusteries, 5 lampisteries, 2 electricistes, 2 perruqueries, 2 restaurants i 1 saló de bellesa.
Dels 4 establiments comercials que hi havia el 2009, 1 era una botiga de menys de 120 m², 2 fleques i 1 una carnisseria.
L'any 2000 a Saint-Alban-Auriolles hi havia 30 explotacions agrícoles que ocupaven un total de 336 hectàrees.

## Equipaments sanitaris i escolars
El 2009 hi havia una escola elemental.

## Poblacions més properes
El següent diagrama mostra les poblacions més properes.